# Veleposlanik dobre volje
Veleposlanik dobre volje je popularna osoba iz svijeta estrade, umjetnosti ili športa koju je imenovao UNICEF u cilju promicanja njegovih aktivnosti. Svojom popularnošću veleposlanik dobre volje nastoji pripomoći skupljanju donacija i pružanju pomoći djeci čija je kvaliteta življenja ugrožena.